# Ischnoceros caligatus
Ischnoceros caligatus är en stekelart som först beskrevs av Johann Ludwig Christian Gravenhorst 1829.  Ischnoceros caligatus ingår i släktet Ischnoceros och familjen brokparasitsteklar. Enligt den finländska rödlistan är arten nära hotad i Finland. Arten är reproducerande i Sverige. Artens livsmiljö är skogar. Inga underarter finns listade i Catalogue of Life.